# فريدريك أورسنيس
فريدريك أورسنيس (مواليد 10 ديسمبر 1995) هو لاعب كرة قدم نرويجي يلعب في مركز خط الوسط في نادي فاينورد.

## وصلات خارجية
- فريدريك أورسنيس على موقع الاتحاد الأوربي (الإنجليزية)
- فريدريك أورسنيس على موقع اتحاد النرويج (النرويجية)
- فريدريك أورسنيس على موقع قاعدة بيانات كرة القدم.إي يو (الإنجليزية)
- فريدريك أورسنيس على موقع ناشيونال فوتبول تيمز (الإنجليزية)
- فريدريك أورسنيس على موقع Soccerbase.com (لاعب) (الإنجليزية)
- فريدريك أورسنيس على موقع Soccerway.com (الإنجليزية)
- فريدريك أورسنيس على موقع عالم كرة القدم.نت (الإنجليزية)
- فريدريك أورسنيس على موقع AS.com (الإسبانية)